# آیفون ۱۴
آیفون ۱۴ و ۱۴ پلاس گوشی‌های هوشمندی هستند که توسط شرکت اپل طراحی شده، توسعه یافته و به بازار عرضه شده‌اند.این طرح جایگزین آیفون ۱۳ شده است. 
این دو گوشی، تلفن‌های هوشمند نسل ارزان‌قیمت‌تر از آیفون بوده و جانشین مدل‌های آیفون ۱۳ و آیفون ۱۳ مینی هستند. که اپل در رویداد Far Out 2022 از آنها رونمایی کرد.

## روند معرفی
معرفی آیفون ۱۴ و ۱۴ پلاس همزمان با معرفی اپل واچ سری هشت، اپل واچ SE، اپل واچ اولترا، ایرپاد پرو، آیفون ۱۴ پرو و آیفون ۱۴ پرومکس صورت پذیرفت. قیمت آیفون ۱۴ پرو از ۹۹۹ دلار و آیفون ۱۴ پرو مکس از ۱۰۹۹ دلار آغاز می‌شود. گفتنی است که حافظه این دو گوشی تا یک ترابایت خواهد بود.

## طراحی

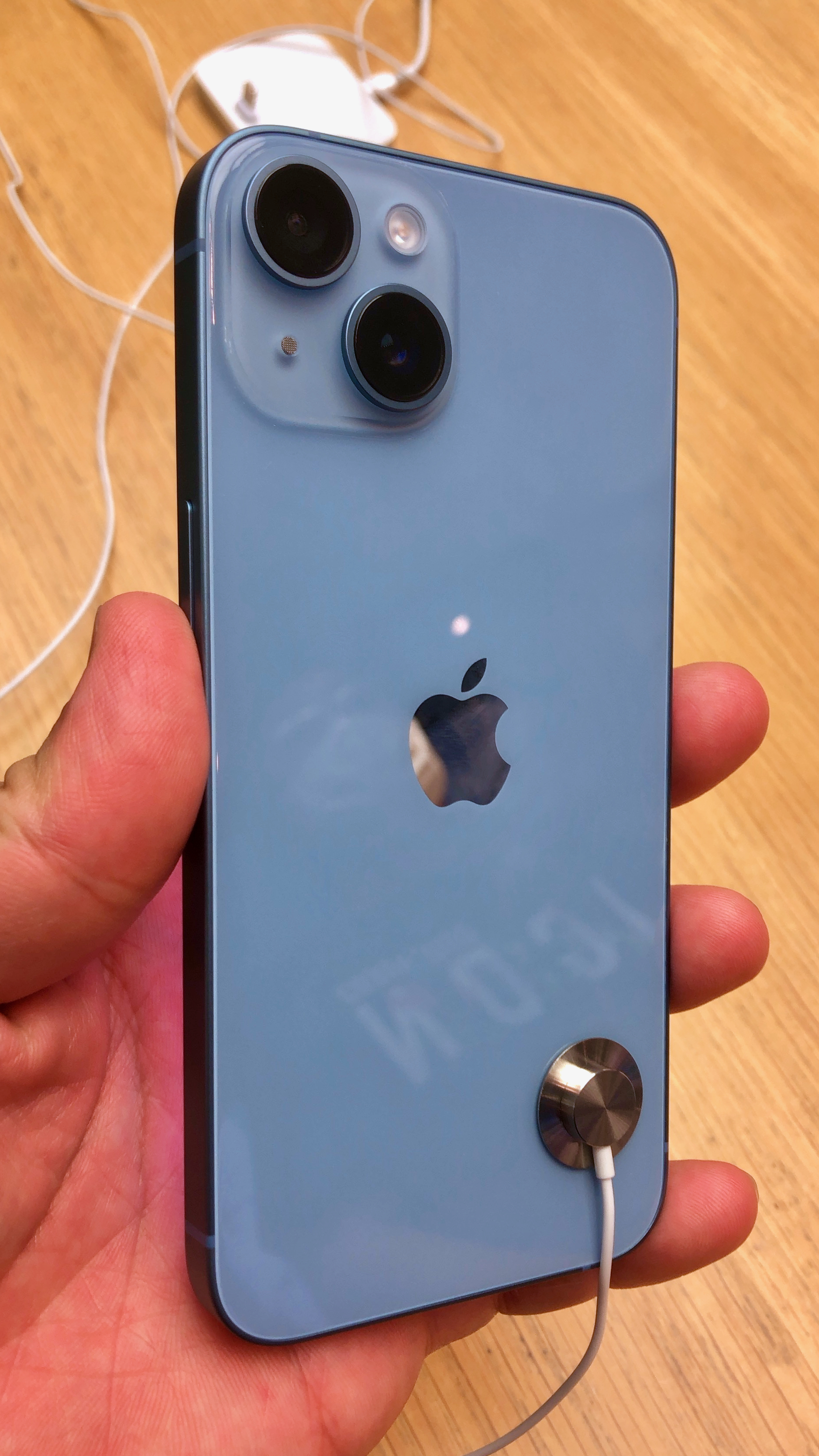
گوشی آیفون ۱۴

آیفون ۱۴ که درواقع مدل پایهٔ گوشی‌های اپل است، از نمایشگر ۶٫۱ اینچی استفاده می‌کند، اما تفاوت اصلی آیفون ۱۴ با ۱۴ پلاس به اندازهٔ نمایشگر بازمی‌گردد. اپل آیفون ۱۴ پلاس را با نمایشگر ۶٫۷ اینچی به دست کاربران می‌رساند که با ابعاد نمایشگر آیفون ۱۴ پرو مکس برابری می‌کند؛ بنابراین ۱۴ پلاس برای کسانی که می‌خواهند با صرف هزینه‌ای کمتر به نمایشگر بزرگ مدل پرو مکس دسترسی داشته باشند، گزینهٔ مناسبی خواهد بود.
برخلاف قبل در نسل چهاردهم خبری از سری مینی نیست و سری پلاس جایگزین آن شده‌است. همچنین درگاه سیم کارت حذف شده‌است.